# Sikorsky CH-124 Sea King
Sikorsky CH-124 Sea King — дводвигунний палубний вертоліт, призначений для боротьби з підводними човнами (ASW — anti-submarine warfare). Є канадським варіантом американського вертольота Sikorsky SH-3, що перебуває на службі Канадських збройних сил з 1963 року.

## Розробка
Sikorsky CH-124 Sea King надійшов на службу Королівського канадського військово-морського флоту (RCN — Royal Canadian Navy) у 1963 році під позначенням CHSS-2 Sea King у кількості 41 одиниці.
Частини корпусу були вироблені компанією Sikorsky Aircraft в Коннектикуті, але більшість складових CHSS-2 була вироблена в Монреалі компанією United Aircraft of Canada (нині відомою як Pratt And Whitney Canada), що входять до складу United Aircraft Corporation (нині відомої як United Technologies Corporation). Після проведення уніфікації Канадських збройних сил, 1968 року, CHSS-2 було перейменовано на CH-124.
Канадський флот розробив особливу систему посадки гелікоптера на палубу. З вертольота опускався трос, який за допомогою спеціального захоплення закріплювався на лебідці, розташованій на палубі. Таким чином, судно саме притягувало гелікоптер до себе. Після посадки вертоліт також блокувався за допомогою спеціальних захоплень і вирушав до ангара. Така система посадки отримала назву «Ведмежий капкан» (Beartrap), а екіпажі гелікоптерів часто називали «божевільними канадцями» (Crazy Canucks; canuck — американізм; канадець, найчастіше французького походження).
У 1968 році Королівський канадський військово-морський флот, Королівські канадські військово-повітряні сили (RCAF — Royal Canadian Air Force) та Канадська армія були об'єднані в Канадські збройні сили. У 1975 році було створено інший підрозділ — Авіаційне командування збройних сил Канади (AIRCOM — Canadian Forces Air Command), до якого увійшли всі повітряні одиниці.

## Експлуатація
CH-124 був приписаний до есмінців класу Iroquois, фрегатів класу Halifax і до судів-заправників класу Protecteur як засіб підвищення «живучості» судів. Він комплектувався екіпажем, що складається з двох пілотів, тактичного координатора (TACCO — Tactical Coordinator) і оператора авіаційного електронного сенсора (AESOp — Airborne Electronic Sensor Operator).
Для пошуку підводних човнів, Sea King використовує сонар із датчиком на кінці 137 метрового кабелю. Також він використовує засоби інфрачервоного виявлення (англ. FLIR — Forward Looking Infra-Red) для виявлення надводних суден у темний час доби.
Sea King зазнав безліч модернізацій, в першу чергу націлених на покращення електроніки, основної трансмісії, двигунів, пошукової РЛС, безпеки вантажу та екіпажу.

## Заміна
Після 20 років експлуатації, Sea King перестав відповідати сучасним вимогам у ролі засобу протичовнової оборони. У 1983 році, департамент національної оборони Канади (DND — Department of National Defence) почав розробляти контракти для «Проєкту заміни Sea King» (Sea King Replacement Project). Хоча самі контракти не передбачали швидку заміну гелікоптера, вони передбачали виділення коштів на розробку нової авіоніки для гелікоптера, який надалі замінить Sea King. У 1985 році, зі зміною прем'єр-міністра Канади, проєкт був перейменований на «Проєкт нової палубної авіації» (New Shipboard Aircraft Project).
У 1986 році з'явилися головні кандидати як можлива заміна CH-124: S-70 Sea Hawk (SH-60 Sea Hawk у флоті США) фірми Sikorsky Aircraft, AS332F Super Puma фірми Aérospatiale та AW101 фірми Agusta Westland. У 1987 році уряд заявив про швидку купівлю 35 AW101, щоб замінити CH-124. Однак, на той час у канадських збройних сил з'явилася серйозніша проблема: парк пошуково-рятувальних гелікоптерів CH-113 Labrador теж потребував заміни. У 1991 році, уряд об'єднав проєкти «Проєкт нової палубної авіації» та «Проєкт нового пошуково-рятувального вертольота» (New SAR Helicopter Project). Такі зміни вимагали більших вкладень, які склали 5,8 мільярда канадських доларів за 50 гелікоптерів. -149 Chimo) для заміни CH-113. Згодом контракт був відкликаний через брак фінансування.

## Варіанти
CH-124
гелікоптер Королівського канадського військово-морського флоту, призначений для боротьби з підводними човнами (41 гелікоптер зібраний компанією United Aircraft of Canada).
CH-124Aвертоліт модернізований за програмою Sea King Improvement Program (SKIP), який отримав покращення авіоніки.
CH-124Bальтернативна версія вертольота CH-124A, позбавлена сонара, що опускається, але обладнана магнітометром (MAD — Magnetic Anomaly Detector). У 2006 році п'ять CH-124B були модифіковані встановленням місць для десанту. Планується встановлення канатів для швидкого спуску.
CH-124B2
шість СH-124B були модернізовані до CH-124B2 у період з 1991 по 1992 рік. На ці машини повернули сонари, але, на той час, авіація використовувала вже досконаліші засоби виявлення. До того ж, боротьба з підводними човнами стала менш пріоритетним напрямом у канадських збройних силах, і всі CH-124B2 переобладнали для потреб десанту.
CH-124Cвідданий у розпорядження базі канадських збройних сил Shearwater (CFB Shearwater) CH-124 для тестування нового обладнання. У вільний від тестів час розміщується одному з судів канадських збройних сил.
CH-124Uнеофіційне позначення для чотирьох CH-124, які були переобладнані для перевезення пасажирів та вантажів. У 1973 році одна з машин розбилася, інші були модернізовані до CH-124A.

## Використання
Канада
- Королівський канадський військово-морський флот
- Канадські збройні сили

## Технічні характеристики
- Екіпаж : 4
- Місткість : 3 пасажири
- Довжина : 16,7 м
- Діаметр лопатей : 19 м
- Висота : 5,13 м
- Маса порожнього : 5382 кг
- Маса спорядженого : 8449 кг
- Маса максимальна злітна : 10 000 кг
- Двигуни : 2× General Electric T58-GE-8F/-100
- Потужність : 2×1500 кВт
- Максимальна швидкість : 267 км/год
- Дальність польоту : 1000 км
- Динамічна стеля : 4481 м
- Швидкопідйомність : 400—670 м/хв
- Озброєння:
  - 2×торпеди Mk. 46 Mod 5
  - кулемет C6 GPMG калібру 7,62 мм